# Icadyptes salasi
Icadyptes salasi es una especie extinta de ave esfenisciforme de la familia Spheniscidae que habitó durante el Eoceno Superior del Perú, de hace 36 millones de años. Medía unos 150 cm de altura y fue hallado en las costas desérticas de Ica, región al sur del país. Los fósiles de Icadyptes salasi y Perudyptes devriesi fueron descubiertos en 2005 por un equipo de paleontólogos peruanos.

## Denominación
Ica por la región donde el fósil fue encontrado, dyptes que en griego significa nadador y salasi en honor al reconocido paleontólogo peruano Rodolfo Salas.

## Otros pingüinos peruanos fósiles
- Perudyptes devriesi
- Spheniscus megaramphus
- Spheniscus muizoni
- Spheniscus urbinai
- Inkayacu